# Pseudalsophis elegans
Pseudalsophis elegans — вид змій родини полозових (Colubridae). Мешкає в Південній Америці.

## Підвиди
Виділяють два підвиди:
- Pseudalsophis elegans elegans (Tschudi, 1845);
- Pseudalsophis elegans rufodorsatus (Günther, 1858).

## Поширення і екологія
Pseudalsophis elegans мешкають на західних схилах Анд та на посушливому тихоокеанському узбережжі в Еквадорі, Перу і північному Чилі. Вони живуть в пустелі Сечура, в тіщинах серед скель, а також в сухій савані. Зустрічаються на висоті до 1000 м над рівнем моря.